# Belasica
Belasica (en serbe cyrillique : Беласица) est un village de Serbie situé sur le territoire de la Ville de Kruševac, district de Rasina. Au recensement de 2011, il comptait 321 habitants.

## Démographie
| 1948 | 1953 | 1961 | 1971 | 1981 | 1991 | 2002 | 2011 |
| ---- | ---- | ---- | ---- | ---- | ---- | ---- | ---- |
| 545  | 578  | 569  | 560  | 506  | 448  | 402  | 321  |

|  |